# 馬朗
馬朗（1933年—），原名馬博良，廣東中山人，香港作家。
生長於華僑家庭。四十年代末，在上海聖約翰大學畢業。馬朗的創作生涯早就開始，十多歲的他已擔任《自由論壇報》編輯和《文潮月刊》主編，出版詩集和小說集《第一理想樹》。
馬朗五十年代初來港。1956年創辦《文藝新潮》雜誌，倡導現代主義思潮。六十年代到美國，入喬治城大學深造，開始其外交官生涯。著作有詩集《美洲三十絃》和《焚琴的浪子》等多種。

## 著作
- 《第一理想樹》（1947）
- 《美洲三十絃》（1976）
- 《焚琴的浪子》（1982）
- 《江山夢雨》（2007）
- 《半世紀掠影》（2013）

## 電車意象
以電車為題，是人們閱讀馬朗詩作時的一個注意點。〈車中懷遠人〉、〈北角之夜〉、〈快樂〉等詩作，都以上海的或香港的電車為題，同時都寫得相當出色。電車和藉電車所帶出的，都指涉着城市裏的光景與事物，以及時間和空間的轉移。詩中對城市的比喻和描寫，並不難察覺。